# La corsa più pazza del mondo
La corsa più pazza del mondo (The Gumball Rally) è un film del 1976, diretto da Chuck Bail; il film è ispirato a una corsa semiclandestina, la Cannonball Baker (detta anche Cannonball Run o solamente Cannonball) realmente esistita. La storia ruota attorno a un gruppo di persone che decidono di organizzare una corsa privata in barba alle autorità e al codice stradale, per il puro e semplice divertimento e la sfida che rappresenta; un ufficiale di polizia farà di tutto per fermarli.

## Trama
New York. L'uomo d'affari Michael Bannon spedisce inviti e fa telefonate che contengono spesso una sola parola: Gumball. Si tratta di un segnale convenuto che mette in moto una serie di strani personaggi da tutta l'America, molti dei quali arrivano con potenti auto sportive; il primo a ricevere l'avviso è il miliardario californiano Steve Smith detto Smitty; mentre va all'aeroporto è tallonato da un poliziotto, il tenente Roscoe di Los Angeles; sempre da qui partono Kandinsky e Avila, due poliziotti della stradale, e a New York Smitty è raggiunto da Franco Bertollini, pilota professionista italiano con la passione delle belle donne; alla compagnia si uniscono Jane e Alice, casalinghe mature con famiglia; Barney Donahue e Andy McAllister, due gentiluomini inglesi di campagna; il pilota texano Asso Preston detto Mister Fegato con il suo meccanico Gibson; Lapchick, un ungherese con gli occhi spalancati e lo sguardo da pazzo, e altri ancora. Bannon convince di persona il titubante Samuel Graves, professore di psicologia a Boston.
Tutti i partecipanti si riuniscono in una sala privata di un albergo a Manhattan, con Roscoe sempre dietro; qui Bannon e Smith presentano il Gumball Rally, una corsa illegale perché non autorizzata, in cui conta innanzitutto riuscire ad arrivare al traguardo, ignorando il limite di 80 km/h. Unica regola evitare incidenti per non attirare l'attenzione; la partenza è fissata alle 6 del mattino dal garage dell'hotel, dopodiché i partecipanti dovranno percorrere circa 2.900 miglia fino a Los Angeles per raggiungere l'ormeggio della nave Queen Mary al porto. La prima automobile partirà alle sei in punto e il modello verrà comunicato via telefono a Los Angeles, poi via via le altre con uno scarto di 10 secondi; i tempi saranno poi controllati all'arrivo.
Mentre Roscoe sorveglia da fuori dentro un'auto civetta, il garage del Queens dove i piloti hanno parcheggiato le auto diventa un'officina per mettere a punto i motori; Smitty ha addirittura assoldato un team di meccanici italiani della Ferrari, e corre con Franco al volante di una Ferrari 365 Daytona; Bannon e Graves hanno scelto una Shelby Cobra 427; Avila e Kandinsky hanno truccato una Dodge Polara con sirena e stemmi di tutte le polizie degli stati che attraverseranno, e hanno perfino le uniformi! Jane e Alice installano (come tutti gli altri) sulla loro Porsche 911 una radio modificata per ricevere le frequenze della polizia; Lapchick ha una moto Kawasaki KX 400; Donahue e McAllister una Mercedes-Benz_W198 (di cui il secondo non voleva sbarazzarsi in contrasto con la moglie, e fa notare che la Mercedes è durata più della moglie); Preston e Gibson hanno trasportato, mimetizzata dentro un rimorchio a forma di roulotte, una Chevrolet Camaro Z28 del 1972.
Poco prima della partenza, Bannon sabota gomme e radio dell'auto di Roscoe, poi cominciano i preparativi finali; estratti a sorte i numeri di partenza, i piloti entrano in macchina e partono mentre José comunica ora e auto via telefono; Roscoe non può far niente e deve farsi venire a prendere da un agente; José parte per ultimo e passa a prelevare la sua ragazza Angie, che vuole sfondare a Hollywood.
I corridori lottano contro le forze dell'ordine e contro se stessi; Roscoe non riesce mai a trovare il modo di arrestarli e finisce per tornarsene a Los Angeles; qui circa 35 ore dopo Bannon e Graves superano di poco Smitty e Franco, vincendo la coppa, una macchina distributrice di gumball (chewing gum sferici probabilmente prodotti dallo stesso Bannon); gli altri (Jane e Alice, Avila e Kandinski, Preston e Gibson) arrivano alla spicciolata, a parte alcuni che hanno avuto incidenti sul percorso e si sono dovuti ritirare; alla fine anche Jose arriva per fare pace con Angie, con la quale ha litigato per buona parte del viaggio.
A tarda sera fa capolino il tenente Roscoe, mogio per la batosta presa; quando Bannon tenta di consolarlo invitandolo amichevolmente a bere qualcosa tra i piloti, Roscoe fa la sua mossa; le macchine sono parcheggiate al molo illegalmente, perché sono passate le 23:00; una serie di volanti e carri attrezzi arriva e confisca i mezzi, e Roscoe se ne va contento per la sua rivincita, mentre Donahue e McAllister arrivano in quel momento. Bannon e Smith parlano e a un certo punto cala il silenzio; un'idea si fa strada nelle loro menti: riprendersi illegalmente le auto e gareggiare nel ritorno a New York. Così i due passano parola agli altri e si avviano, mentre Lapchick arriva con l'acceleratore bloccato e finisce in mare.

## Promozione
(Locandina originale del film)

## Sequel e film similari
- Nel 1989 è uscito il film La corsa più pazza del mondo 2, ma si tratta tuttavia di uno stratagemma della distribuzione italiana: il titolo originale è infatti Cannonball Fever e sia la trama che l'atmosfera sono più simili a un altro film del 1981, La corsa più pazza d'America, e al suo sequel La corsa più pazza d'America 2.
- Nel 1976 è uscito negli Stati Uniti il film Cannonball con protagonista David Carradine. Inedito in Italia, nel film Carradine è un pilota soprannominato Cannonball che partecipa a una corsa assieme a un gruppo di amici e utilizza la stessa tuta e la stessa auto per impedire alla polizia di riconoscerlo e arrestarlo. In questo caso si tratta di un film d'azione e non una commedia.
- Sempre del 1976 è Il bandito e la "Madama" (Smokey & the Bandit), interpretato da Burt Reynolds e Sally Field, storia di un contrabbandiere che accetta per scommessa di correre per quattro stati trasportando un carico illegale.

## La vera gara
Tutte le pellicole traggono spunto dalla corsa nota come Cannonball Baker Sea-To-Shining-Sea Memorial Trophy Dash, organizzata negli anni settanta. Tra i partecipanti vi figura anche il pilota professionista Dan Gurney, già vincitore della 24 ore di Le Mans, che arrivò primo nel 1972 con una Ferrari 365 Daytona. La Cannonball è stata disputata solo 4 volte, ma ha avuto diverse imitazioni non autorizzate anche fuori dagli Stati Uniti e nel 1999 ha ispirato una nuova corsa, la Gumball 3000, molto famosa e non competitiva, ai piloti è stato chiesto di rispettare il codice dei paesi attraversati, che ogni estate si svolge su un diverso percorso. Attori, attrici, stilisti, conduttori TV, campioni sportivi come il pilota di Formula 1 Damon Hill, l'asso dello skateboard Tony Hawk, il campione di motocross Travis Pastrana e altre celebrità americane ed europee hanno partecipato alle edizioni. Nel 2008 la corsa si è svolta per lo più in Asia, terminando a Pechino dove sono stati inaugurati i Giochi olimpici.